# Séguéla (underprefektur)
Séguéla är en underprefektur i Elfenbenskusten. Den ligger i departementet med samma namn, i den centrala delen av landet, 200 km nordväst om huvudstaden Yamoussoukro.